# Sue Mongredien

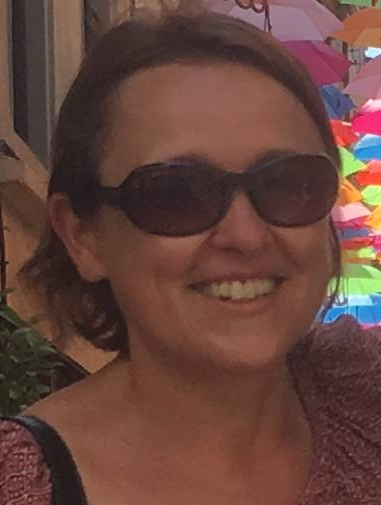
Sue Mongredien

Sue Mongredien (* 1970 in Nottingham, Großbritannien) ist eine britische Schriftstellerin.  Sie veröffentlicht ihre Bücher unter ihrem eigenen Namen sowie unter den Pseudonymen Lucy Diamond und Alexandra Moss.

## Leben
Sue Mongredien wuchs zusammen mit drei Geschwistern in Nottingham auf.  Sie studierte englische Literatur an der University of Leeds. Nach dem Studium lebte sie in London und arbeitete als Assistentin im Verlagswesen. Nach einer eineinhalbjährigen Reise, unter anderem nach Australien und Neuseeland, welche sie unterwegs mit Gelegenheitsjobs finanzierte, kehrte sie nach Großbritannien zurück. Dort arbeitete sie erneut im Verlagswesen, lernte ihren späteren Ehemann kennen und bekam die ersten beiden ihrer insgesamt drei Kinder. Die Familie zog nach Brighton um. Sie hatte bis zu diesem Zeitpunkt bereits einige Kinderbücher unter ihrem eigenen Namen geschrieben und belegte dann einen Abendkurs in kreativem Schreiben. Aus dieser Zeit stammt ihr Roman „Any Way You Want Me“, für den sie vom Verlag Pan Macmillan das Angebot einer Veröffentlichung erhielt und den sie unter dem Pseudonym Lucy Diamond veröffentlichte. Heute lebt die Familie in Bath.

## Pseudonyme
Laut eigener Aussage nutzt Sue Mongredien neben ihrem eigenen Namen für Kinderbücher (und Alexandra Moss für Bücher zum Thema Ballett) das Pseudonym Lucy Diamond, um die Genres ihrer Bücher getrennt zu halten und weil „Diamond“ einfacher zu buchstabieren und auszusprechen sei als „Mongredien“.

## Werke

### Als Lucy Diamond
- Any way you want me, ISIS Publishing, Oxford (2007) ISBN 978-0-7531-7922-2
  - dt.: Meine Karriere als Lügnerin, DTV, München (2008) ISBN 978-3-423-24645-3
- Over you, Pan, London (2008) ISBN 978-0-330-44644-0
- Hens Reunited, Pan, London (2009) ISBN 978-0-330-51492-7
- Sweet temptation, Pan Macmillan, London (2010) ISBN 978-0-330-52544-2
  - dt.: Diät-Pralinen, Rowohlt, Hamburg (2011) ISBN 978-3-499-25607-3
- The Beach Cafe, Pan Macmillan, London (2011) ISBN 978-1-4472-0520-3
- Summer with my sister, Pan Macmillan, London (2012) ISBN 978-0-330-52055-3
  - dt.: Der Sommer mit meiner Schwester, Rowohlt Verlag, Hamburg (2013) ISBN 978-3-499-25963-0
- Me and Mr Jones, Pan, London (2013) ISBN 978-1-4472-3769-3
- Christmas at the Beach Café, Pan, London (2013) ISBN 978-1-4472-6208-4
- One night in Italy, Pan, London (2014) ISBN 978-1-4472-0867-9
- The year of taking chances, Pan, London (2015) ISBN 978-1-4472-5779-0
  - dt.: Das Jahr, in dem wir alles wagen, INK Egmont, Köln (2016) ISBN 978-3-86396-087-2
- Summer at Shell Cottage, Pan, London (2015) ISBN 978-1-4472-5781-3
- The secrets of happiness, Pan, London (2016) ISBN 978-1-4472-9910-3
  - dt.: Nur einen Herzschlag entfernt, Rowohlt Verlag, Hamburg (2016) ISBN 978-3-86396-098-8
- A baby at the beach cafe, Pan, London (2016) ISBN 978-1-4472-7832-0
- The house of new beginnings, Pan, London (2017) ISBN 978-1-4472-9913-4
- On a Beautiful Day, Macmillan, London (2018) ISBN 978-1-5098-5107-2
- Something to Tell You, Macmillan, London (2019) ISBN 978-1-5098-5109-6
- An Almost Perfect Holiday, Macmillan, London (2020) ISBN 978-1-5290-2695-5

### Als Sue Mongredien

#### The Secret Mermaid  (dt. Mariella Meermädchen)
- The Secret Mermaid: Enchanted Shell, Usborne, London (2009) ISBN 978-0-7460-9615-4
  - dt.: Mariella Meermädchen 1 – Die verzauberte Muschel, Loewe Verlag, Bindlach (2017) ISBN 978-3-7320-1089-9
- The Secret Mermaid: Seaside Adventure, Usborne, London (2009) ISBN 978-0-7460-9615-4
  - dt.: Mariella Meermädchen 2 – Meeresreich in Not, Loewe Verlag, Bindlach (2010) ISBN 978-3-7855-6953-5
- The Secret Mermaid: Underwater Magic, Usborne, London (2009) ISBN 978-0-7460-9617-8
  - dt.: Mariella Meermädchen 3 – Der funkelnde Schatz, Loewe Verlag, Bindlach (2010) ISBN 978-3-7855-6954-2
- The Secret Mermaid: Reef Rescue, Usborne, London (2009) ISBN 978-0-7460-9619-2
  - dt.: Mariella Meermädchen 4 – Der Zauber der Feuerkorallen, Loewe Verlag, Bindlach (2010) ISBN 978-3-7855-6955-9
- The Secret Mermaid: Deep Trouble, Usborne, London (2009) ISBN 978-0-7460-9618-5
  - dt.: Mariella Meermädchen 5 – Feuerglanz am Meeresgrund, Loewe Verlag, Bindlach (2010) ISBN 978-3-7855-6999-3
- The Secret Mermaid: Return of the Dark Queen, Usborne, London (2009) ISBN 978-0-7460-9620-8
  - dt.: Mariella Meermädchen 6 – Wellenritt im Eismeer, Loewe Verlag, Bindlach (2010) ISBN 978-3-7855-7000-5

bisher nur auf Deutsch erschienen:
- Mariella Meermädchen 7 – Der Tanz der Seepferdchen, Loewe Verlag, Bindlach (2010) ISBN 978-3-7855-7178-1
- Mariella Meermädchen 8 – Die Melodie der Delfine, Loewe Verlag, Bindlach (2011) ISBN 978-3-7855-7179-8
- Mariella Meermädchen 9 – Der Felsen der Pinguine, Loewe Verlag, Bindlach (2011) ISBN 978-3-7855-7332-7
- Mariella Meermädchen 10 – Das Riff der Schildkröten, Loewe Verlag, Bindlach (2012) ISBN 978-3-7855-7333-4
- Mariella Meermädchen 11 – Die Bucht der Wale, Loewe Verlag, Bindlach (2012) ISBN 978-3-7855-7020-3
- Mariella Meermädchen 12 – Die Rache der Schwarzen Königin, Loewe Verlag, Bindlach (2013) ISBN 978-3-7855-7021-0

#### Oliver Moon
- Oliver Moon and the Potion Commotion, Usborne, London (2006) ISBN 978-0-7460-7306-3
- Oliver Moon and the Dragon Disaster, Usborne, London (2006) ISBN 978-0-7460-7307-0
- Oliver Moon’s Summer Howliday, Usborne, London (2007) ISBN 978-0-7460-7792-4
- Oliver Moon and the Nipperbat Nightmare, Usborne, London (2007) ISBN 978-0-7460-7791-7
- Oliver Moon’s Christmas Cracker, Usborne, London (2007) ISBN 978-0-7460-7793-1
- Oliver Moon and the Spell-Off, Usborne, London (2007) ISBN 978-0-7460-7794-8
- Oliver Moon’s Fangtastic Sleepover, Usborne, London (2007) ISBN 978-0-7460-8479-3
- Oliver Moon and the Broomstick Battle, Usborne, London (2007) ISBN 978-0-7460-8480-9
- Happy Birthday, Oliver Moon, Usborne, London (2008) ISBN 978-0-7460-8687-2
- Oliver Moon and the Monster Mystery, Usborne, London (2009) ISBN 978-0-7460-9075-6
- Oliver Moon and the Troll Trouble , Usborne, London (2008) ISBN 978-0-7460-8686-5
- Oliver Moon and the Spider Spell, Usborne, London (2008) ISBN 978-0-7460-9074-9

#### Prince Jake
- It’s Snow Joke, Orchard Books, (2008) ISBN 978-0-7460-9074-9
- Knighty-Knight, Orchard Books, (2008) ISBN 978-1-4083-0281-1
- Dungeon of Doom, Orchard Books, (2008) ISBN 978-1-4083-0280-4
- Sticky Gum Fun, Orchard Books, (2008) ISBN 978-1-4083-0276-7
- Monster Madness, Orchard Books, (2008) ISBN 978-1-4083-0278-1
- Swordfights and Slimeballs, Orchard Books, (2008) ISBN 978-1-4083-0279-8

#### Frightful Families
- Explorer Trauma, Orchard Books, (2005) ISBN 978-1-84362-563-6
- Headmaster Disaster, Orchard Books, (2005) ISBN 978-1-84362-564-3
- Chef Shocker, Orchard Books, (2006) ISBN 978-1-84362-569-8
- Astronerds, Orchard Books, (2006) ISBN 978-1-84362-570-4
- Football-Mad Dad, Orchard Books, (2006) ISBN 978-1-84362-568-1
- Popstar Panic, Orchard Books, (2006) ISBN 978-1-84362-567-4
- Clown Calamity, Orchard Books, (2005) ISBN 978-1-84362-566-7
- Millionaire Mayhem, Orchard Books, (2006) ISBN 978-1-84362-573-5

### Als Alexandra Moss

#### The Royal Ballet School Diaries
- Ellie's Chance to Dance, Scholastic, (2005) ISBN 978-0-448-43535-0
- Lara’s Perfect Performance, Scholastic, (2005) ISBN 978-0-439-96371-8
- Belle’s Best Move, Scholastic, (2005) ISBN 978-0-439-95969-8
- Naomi’s New Step, Scholastic, (2005) ISBN 978-0-439-95970-4
- Kate’s Special Secret, Scholastic, (2005) ISBN 978-0-439-95975-9
- Grace’s Show of Strength, Scholastic, (2005) ISBN 978-0-448-43770-5
- Sophie's Flight of Fancy , Scholastic, (2005) ISBN 978-0-448-43770-5
- Lara's Leap of Faith , Scholastic, (2005) ISBN 978-0-448-43536-7
- Isabelle's Perfect Performance , Scholastic, (2005) ISBN 978-0-448-43769-9
- Boys or Ballet?, Scholastic, (2006) ISBN 978-0-448-44251-8
- New Girl, Scholastic, (2005) ISBN 978-0-448-44250-1